# Аккайнар (Катон-Карагайський район)
Аккайна́р (каз. Аққайнар) — село у складі Катон-Карагайського району Східноказахстанської області Казахстану. Адміністративний центр Аккайнарського сільського округу.
Населення — 811 осіб (2021; 1076 у 2009, 1526 у 1999, 1792 у 1989).
Національний склад станом на 1989 рік:
- казахи — 100 %

До 2009 року село називалось Чернове.